# کنت (اورگن)
کنت (به انگلیسی: Kent) یک منطقهٔ مسکونی در ایالات متحده آمریکا است که در شهرستان شرمن، اورگن واقع شده‌است. کنت ۸۲۶٫۹۳ متر بالاتر از سطح دریا واقع شده‌است.